# Juda Kirijak
Juda Kirijak (ili Juda Jeruzalemski, Juda Kyriakos) bio je — prema spisima Epifanija Salaminskog i Euzebija Cezarejskog — praunuk Isusova rođaka Jude te posljednji židovski biskup Jeruzalema.
Nije poznato kada je postao biskup, ali je zapisano da je živio i nakon pobune bar Kohbe (132. – 136.), koji se bio pobunio protiv rimske vlasti. Zna se da je godine 135. Marko postao biskup Aelia Capitoline.
Juda je također spomenut u jednom apokrifnom pismu.